# Mie-ji
Le Mie-ji (美江寺) est un temple bouddhiste de l'école Tendai fondé en 717, situé à Gifu, préfecture de Gifu au Japon. Il est aussi appelé Mie-ji Kannon (美江寺観音). C'est le 18e des trente-trois Kannon de Mino. Le temple abrite le Kanshitsu Kannon, qui est un bien culturel important.

## Référence
- (en) Cet article est partiellement ou en totalité issu de l’article de Wikipédia en anglais intitulé « Mie-ji » (voir la liste des auteurs).